# 卵胎生
卵胎生指的是「體內孵卵」的意思，也就是說動物體內受精產生的受精卵留在母體的輸卵管內，藉卵本身的卵黃質發育成幼體，直到胚胎發育完全才生出來。一待成熟，母體的輸卵管收縮以把幼體連同卵膜（vitelline membrane）排出體外。所以卵胎生動物的胚胎受到母體的適當保護，孵化的存活率比卵生者較有保障。

## 卵胎生動物
常見的卵胎生動物有部分的鯊、魟、孔雀魚和大肚魚等。 

### 昆蟲類
- 麻蠅

### 魚類
- 孔雀魚
- 大肚魚
- 腔棘魚
- 鮋科
- 鼠鯊
- 鯊魚
- 海馬

### 爬蟲類
- 魚龍目
- 死亡蛇
- 蝮蛇科
- 滄龍科
- 蚺蛇
- 藍舌石龍子屬